# محافظة براغماتية
محافظة براغماتية هي أيديولوجية سياسية تشير إلى اتخاذ القرارات بناءً على المواقف الحالية، مع الحفاظ على عناصر السياسة المحافظة. وهي تتبنى فكرة أنه في حين أن التقاليد والعادات مهمة، فإن الإصلاحات والقرارات ضرورية أحيانًا لحمايتها وللتفكير في احتياجات وتغيرات العصر.